# Hatton, North Dakota
Hatton är en ort i Traill County i delstaten North Dakota, USA.